# بی‌بی گرلز
بی‌بی گرلز (انگلیسی: BB Girls; کره‌ای: 브브걸; لاتین‌نویسی اصلاح‌شده: Beubeugeol; قبلاً با نام بریو گرلز شناخته می‌شد) گروه دخترانه اهل کره جنوبی متشکل از مین‌یونگ، اون‌جی و یونا است.
این گروه در سال ۲۰۱۱ توسط بریو برادرز از طریق بریو انترتینمنت تشکیل شد. گروه در ابتدا با پنج عضو و با عنوان بریو گرلز در ۷ آوریل ۲۰۱۱ با انتشار آلبوم تک‌آهنگ متفاوت فعالیتش را آغاز کرد و چندین تغییر در ترکیب اعضا داشت و ترکیب مین‌یونگ، یوجونگ، اون‌جی و یونا شناخته شده‌ترین ترکیب این گروه بود. در فوریه ۲۰۲۳، بریو انترتینمنت اعلام کرد که این گروه به صورت رسمی پس از خروج اعضا از آژانس منحل شده است. دو ماه پس از منحل شدن، چهار عضو گروه با وارنر میوزیک کره قرارداد امضا کردند و نام گروه خود را به بی‌بی گرلز تغییر دادند.

## اعضا
| - مین‌یونگ (민영) - اون‌جی (은지) - یونا (유나) | - اون‌یونگ (은영) - سوآ (서아) - یه‌جین (예진) - یوجین (유진) - هه‌ران (혜란) - هایون (하윤) - یوجونگ (유정) |